# Blanka Modra
Blanka Modra (* 1946 in Prag) ist eine Tänzerin und Schauspielerin.

## Leben
Blanka Modra machte eine klassische Ballett-Ausbildung in Prag. Von 1964 bis 1968 war sie Mitglied der Kompanie „Studio Ballett Prag“, mit dem sie weltweit auftrat. Von 1968 bis 1972 tanzte sie in der Prager Kompanie „Laterna Magika“. 1972 emigrierte sie nach Wien, wo sie seither lebt. Von 1972 bis 1984 war sie Primaballerina am Theater an der Wien, anschließend wechselte sie zum Burgtheater, wo sie als Choreographin und Schauspielerin arbeitete. Ab 1985 war sie Ensemblemitglied im Burgtheater.
Modra machte eine Theater- und Jazzausbildung in New York. Sie trat auch bei den Salzburger Festspielen auf, unter anderem im Jedermann, in Mozarts Zauberflöte und in Tschaikowskys Eugen Onegin, und arbeitete mit vielen renommierten Regisseuren zusammen. Sie wirkte auch in Filmen mit, als Schauspielerin und als Choreographin. Außerdem unterrichtete sie an der Hochschule für Musik und Darstellende Kunst Wien.
Blanka Modra ist die Tochter des verstorbenen tschechoslowakischen Eishockeytorwarts Bohumil Modrý. Auf der Basis von Gesprächen mit ihr und von ihr bereitgestellten Dokumenten schrieb der österreichische Schriftsteller Josef Haslinger eine romanhafte Biografie ihres Vaters, der in den 1950er Jahren in der Tschechoslowakei zu Zwangsarbeit verurteilt wurde und an den Folgen starb. Das Buch mit dem Titel Jáchymov erschien im August 2011.